# Atrina chautardi
Atrina chautardi is een tweekleppigensoort uit de familie van de Pinnidae. De wetenschappelijke naam van de soort is voor het eerst geldig gepubliceerd in 1953 door Nicklès.